# Bukowel

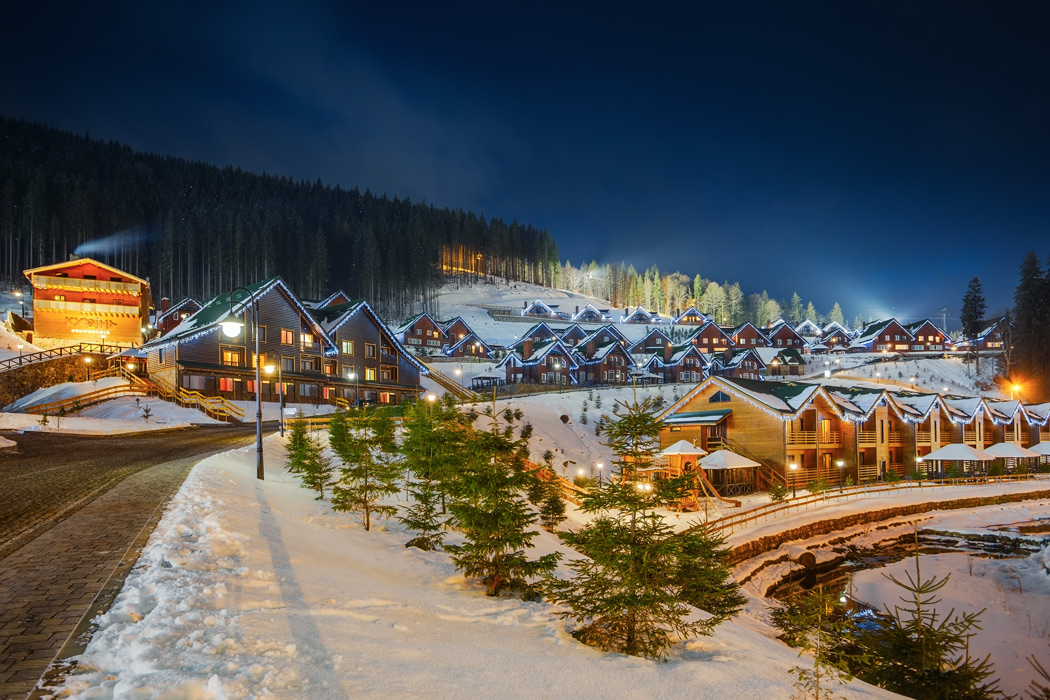
Bukowel (2012)

Bukowel (ukrainisch Буковель, polnisch Bukowel) ist ein Wintersport-Resort im Gorgany, einem Gebirgszug der Ostkarpaten in der Westukraine. Der Name leitet sich von einem gleichnamigen Berg ab. Der höchste Berg des Skigebietes ist der 1371 m hohe Dowha. Das Resort gehört dem umstrittenen Oligarchen Ihor Kolomojskyj. Ab dem Jahr 2004 investiert Kolomojskyj 600 Millionen Dollar in den Bau des Skigebietes auf dem Reißbrett.
Bukowel hat 61 Skipisten, davon 12 blaue Pisten, 41 rote Pisten und 9 schwarze Pisten. Die längste Piste ist 5G mit 2106 Metern. Es gibt 14 Skilifte, darunter 11 Vier-Personen-Sessellifte und ein Drei-Personen-Sessellift, mit einer Gesamtkapazität von 30.000 Personen pro Stunde. Das Skiresort-Hotel hatte im Winter 2005/2006 nur 206.000 Übernachtungen in der Saison 2007/2008 schon 850.000 Übernachtungen.
Das Resort liegt auf nur 920 m Höhe im Gemeindegebiet des Dorfes Poljanyzja in der Oblast Iwano-Frankiwsk nahe der Grenze zur Oblast Transkarpatien. Die 60 Kilometer Skipisten müssen beschneit werden, weil der höchste Punkt auf nur 1300 Metern über Meer liegt. Bukowel hat aber zu wenig Wasser, um genug den Kunstschnee produzieren zu können, weshalb sich der Investor auch auf dem Swydiwez-Massiv ausbreiten plant.
Das Skiresort Bukowel hatte eine Partnerschaft mit dem Semmering in Niederösterreich. Kolomoisky und andere Bukovel-Gesellschafter, wie die Brüder Oleksandr und Wiktor Schewtschenko, investierten auch in Österreich und in das umstrittene Mega-Skiresort im Swydiwez-Bergmassiv. Olexandr Schewtschenko, sitzt für die nationalliberale Partei Ukrop im Parlament und gilt als Kolomojskyjs rechte Hand.
2021 forderten rund 55 Umweltverbände vom Internationalen Olympischen Komitee (IOK), die Ukraine nicht als Austragungsort der Winterspiele in Betracht zu ziehen. Kritisiert wird, dass die ukrainische Regierung unter Präsident Wolodymyr Selenski eine Olympiakandidatur als Vorwand nutze, um mehrere umstrittene Bauprojekte in den Karpaten umsetzen zu können. Die Karpaten sind eine der größten Waldregionen Europas und umfassen die letzten Alten Buchenwälder und Buchenurwälder Europas. Das Ökosystem könnte durch die Bauvorhaben aus dem Gleichgewicht gebracht werden.